# Residenzverbot
Als Residenzverbot wird das Verbot des Spiels in Spielbanken für Einwohner des Ortes bezeichnet, in dem die Spielbank liegt.

## Geschichte
Neben den moralischen und religiösen Vorbehalten gegen das Glücksspiel war insbesondere die Warnung vor Glücksspielsucht ein wesentliches Argument gegen die Errichtung von Spielbanken. Da Spielbanken jedoch zahlungskräftige Gäste anzogen und die Gewinne für Spielbankbetreiber und den Staat als Konzessionär erheblich sind, wurden ab dem 18. Jahrhundert eine Reihe von Spielbanken eröffnet. Um die jeweiligen Landeskinder vor den negativen Folgen zu schützen, erließen die betreffenden Staaten Residenzverbote. Diese untersagten entweder den Bewohnern des Ortes oder den Einwohnern einer „Bannmeile“ (meist fünf Kilometer) den Spielbankbesuch.

## Gesetz
Diese Regelungen wurden in den Spielbankgesetzen der jeweiligen Bundesländern bzw. in den Spielordnungen der Spielbanken verankert. Die Spielbanken waren verpflichtet, die Spielberechtigung der Spieler zu kontrollieren. Teilweise sahen die Gesetze sogenannte „Bürgermeistergenehmigungen“ vor, mit denen die Stadt Ausnahmegenehmigungen erteilen konnte.
In Deutschland wurden die Residenzverbote seit Mitte der 1980er-Jahre weitgehend abgeschafft. In Rheinland-Pfalz erfolgte dies zum 1. Januar 1986. Hessen folgte am 1. März 1986. Bayern schaffte diese Regelungen als eines der letzten deutschen Länder mit dem Spielbankengesetz von 1995 ab. Die Regelung, dass Croupiers nicht in der Spielbank spielen dürfen, in der sie angestellt sind, wird durch die Aufhebung des Residenzverbotes jedoch nicht betroffen.
Einwohnern des Fürstentums Monaco mit monegassischer Staatsbürgerschaft einschließlich der fürstlichen Familie ist es rechtlich nicht erlaubt, an Spielen im Casino Monte-Carlo teilzunehmen.